# František Šterc
František Šterc (27 de gener de 1912 - 31 d'octubre de 1978) fou un futbolista txecoslovac. Va formar part de l'equip txecoslovac a la Copa del Món de 1934.